# World Be Gone
Albums de Erasure
From Moscow to Mars
(2016) World Beyond
(2018)
Singles
World Be Gone est le titre du 16e album studio original du groupe britannique Erasure, sorti le 19 mai 2017 au Royaume-Uni.
Il s'agit d'un album de 10 plages sorti sous quatre formats différents : en version dématérialisée à télécharger, en CD simple, en vinyle classique, en vinyle orange et en cassette. L'album est auto-produit par Erasure et mixé par Matty Green.
Initialement envisagé comme une suite à l'album atmosphérique Erasure de 1995, World Be Gone s'orientera finalement vers des balades plus conventionnelles et place surtout en avant la voix du chanteur Andy Bell (assurant lui-même les chœurs) accompagnée des arrangements, plutôt discrets, de Vince Clarke.
Pour la première fois depuis longtemps dans un album d'Erasure, les paroles des chansons lancent quelques invectives à l'encontre du contexte politique de l'époque : le Brexit, le traitement des migrants, l'arrivée au pouvoir et la politique extérieure de Donald Trump.
Peinture réalisée par l'artiste britannique Louise Hendy (directrice artistique de l'entreprise Blue Ink Creative), la pochette de l'album représente la figure de proue d'un navire dans la tourmente d'une mer tempétueuse. Le mât brisé, ainsi que l'ampleur des vagues, laisse présumer que le reste du bateau est déjà submergé et en train de sombrer. Néanmoins, tourné vers un coin de ciel lumineux, le visage féminin en tête de proue apporte une lueur d'espoir dans ce naufrage apocalyptique. L'ensemble du tableau résume le propos des quelques chansons politiques de l'album : un constat pessimiste sur l'état actuel du monde, avec malgré tout quelques raisons d'espérer encore.
Les personnes qui avaient pré-commandé cet album avant l'échéance du 7 avril 2017, ont pu voir leur nom figurer parmi les crédits du livret de l'album, listant en très petits caractères des milliers de noms de fans sur 16 des 22 pages que compte ce livret.
À l'instar des précédents albums d'Erasure des années 2010, les classements honorables de la semaine de sortie du disque au Royaume-Uni (no 6), en Suède (no 15) ou en Allemagne (no 28) ne furent pas transformés en succès populaires les semaines suivantes ; ce qui fait que l'audience de l'album World Be Gone restera confinée aux fans habituels du groupe qui, généralement, achètent lors de la semaine de sortie. Quoiqu'à un niveau très modeste (no 69), on notera la réapparition d'Erasure dans le classement des meilleures ventes d'albums en Suisse, pour la première fois depuis 1994.
Le 9 mars 2018, Erasure sort World Beyond un album de réenregistrement complet des chansons de World Be Gone par Andy Bell accompagné d'une formation de musiciens classiques, le groupe belge Echo Collective. Ainsi, World Beyond reproduit à la fois la démarche orchestrale de The Two-Ring Circus (1987) et celle des versions acoustiques de Union Street (2006).

## Classement parmi les ventes d'albums
| Pays               | Meilleure position |
| ------------------ | ------------------ |
| Royaume-Uni        | 6                  |
| Suède              | 15                 |
| Allemagne          | 28                 |
| Irlande            | 28                 |
| République tchèque | 30                 |
| Suisse             | 69                 |
| Espagne            | 99                 |
| Belgique           | 119                |
| États-Unis         | 137                |
| Australie          | 186                |

## Liste des plages
1. Love You to the Sky
2. Be Careful What You Wish For!
3. World Be Gone
4. A Bitter Parting
5. Still it's not Over
6. Take Me out of Myself
7. Sweet Summer Loving
8. Oh What a World
9. Lousy Sum of Nothing
10. Just a Little Love